# Ñusta Hispana
Ñusta Hispana o Ñusta Ispanan (en quechua: Ñusta Hispanan) anteriormente conocido como Chuquipalta (en quechua: Chuqi p'allta, metal precioso plano), es un sitio arqueológico ubicado en la provincia de La Convención; en el departamento del Cuzco, al sureste del Perú.

## Descripción
Una roca tallada en el sitio se conoce como Yurac Rumi (Roca Blanca en español).
Hiram Bingham III descubrió el sitio el 9 de agosto de 1911. Bingham notó que los monjes agustinos fray Marcos y fray Diego llevaron a sus nativos convertidos a quemar el Templo del Sol y quemar la Yurac Rumi, cuando Titu Cusi Yupangui estaba ausente, en el marco del conflicto bélico que existía entre el Estado neoincaico y el Virreinato del Perú.

## Sitios de Ñusta Hispana

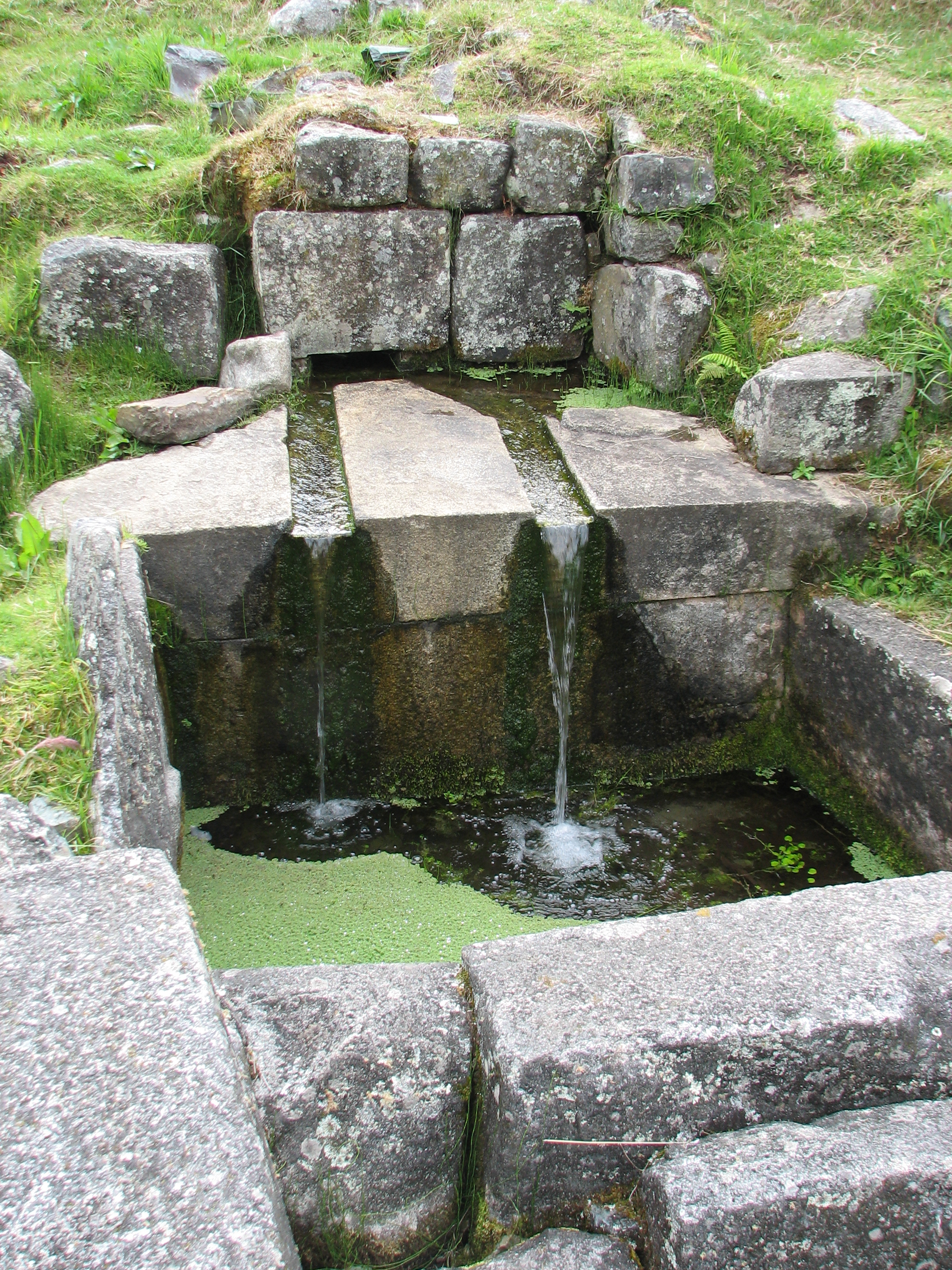
Baño en Ñusta Hispana.
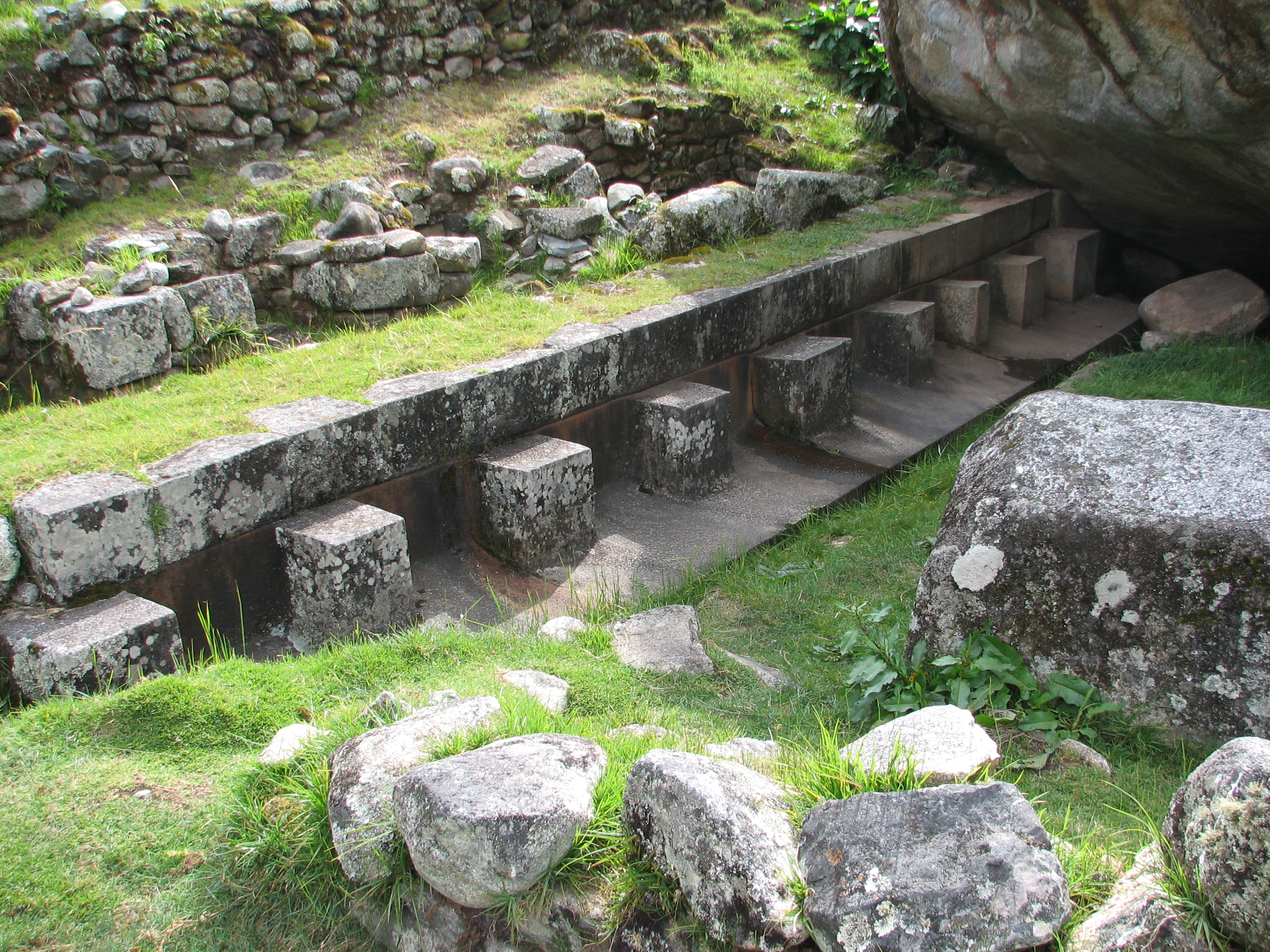
Nueve asientos al lado de Yurac Rumi.
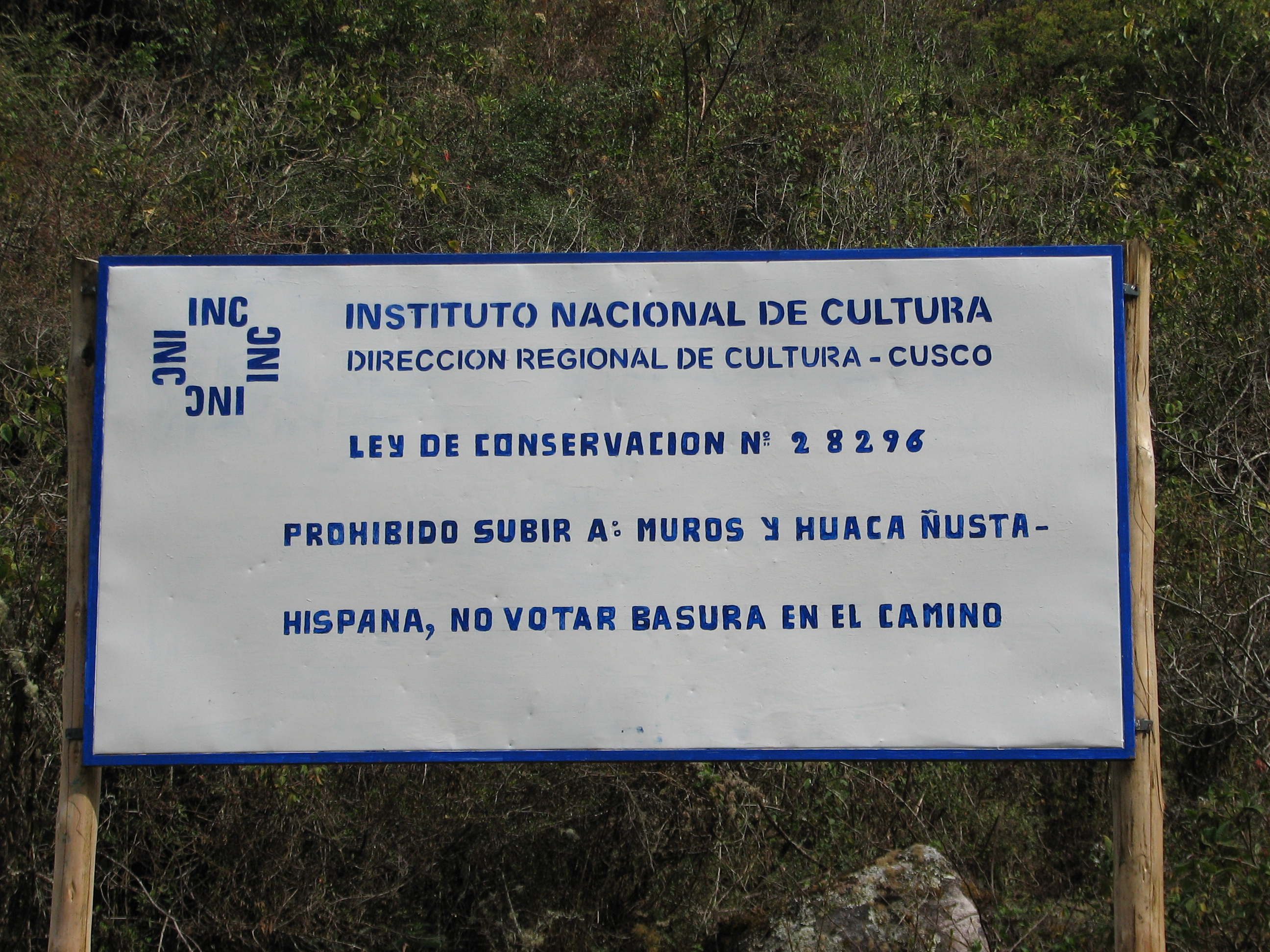
Letrero del gobierno para la conservación del lugar.

## referencias
1. 1 2 3  Lee, Vincent R. (2013-01-19). Forgotten Vilcabamba: Final Stronghold of the Incas. Kindle Edition.
2. ↑  Diccionario Quechua - Español - Quechua, Academía Mayor de la Lengua Quechua, Gobierno Regional Cusco, Cusco 2005 (Quechua-Spanish dictionary)
3. ↑  «Conjunto Arqueológico De Ñustahispana». MINCETUR. Archivado desde el original el 11 de marzo de 2020. Consultado el 22 de febrero de 2021.
4. ↑  Bingham, Hiram (1952). Lost City of the Incas. Weidenfeld & Nicolson. pp. 100-101, 150-153. ISBN 9781842125854.

- Datos: Q13191401
- Multimedia: Ñusta Hispana / Q13191401